# SpVgg Memel
SpVgg Memel was een Duitse voetbalclub uit Memel, dat tegenwoordig het Litouwse Klaipėda is.

## Geschiedenis
De club werd in 1912 opgericht als onderdeel van de sportclub MTV 1861. De club speelde in de competitie van de Baltische voetbalbond. Van voor de Eerste Wereldoorlog zijn geen sportieve resultaten meer bekend. Na de oorlog werd Memelland van Duitsland afgescheiden en kwam onder Frans toezicht te staan. In 1923 werd Memelland geannexeerd door Litouwen. Er waren inmiddels nog clubs opgericht zoals Freya en VfR Memel, dat later met Freya zou fusioneren. De naam van de stad werd in Klaipėda gewijzigd. Nadat de sportclubs zich van de voetbalclubs afscheidden in Duitsland in 1924 bleef de club niet achter omdat ze nog steeds Duits was en de voetbalafdeling werd onafhankelijk van MTV en zo werd SpVgg Memel opgericht.
Hoewel er in het Memelgebied een voetbalbond gekomen was, die onder de Litouwse bond viel en in deze competitie speelde, koos SpVgg ervoor om in de competitie van de Baltische bond te spelen. In 1926 bereikte de club de eindronde van Oost-Pruisen en werd vierde op vijf clubs. Van 1928 tot 1930 werd de club drie keer vicekampioen achter VfB Königsberg en hield zo drie keer SV Prussia-Samland Königsberg dat telkens derde eindigde uit de Baltische eindronde. In de eindronde kon de club de goede resultaten nooit doortrekken. Gelijktijdig nam de club onder de naam Spielvereinigung Klaipėda ook deel aan het Litouwse kampioenschap, maar speelde daar zonder veel succes.
Het feit dat de club aan beide kampioenschappen deelnam was een doorn in het oog van de Litouwse regering. Aanmaningen en bedreigingen van de regering legde de club langs zich neer, waardoor de regering de club begon te boycotten door geen visums meer te verlenen. De club kon geen uitwedstrijden meer spelen tegen clubs uit Oost-Pruisen en ook bezoekende clubs werd de toegang geweigerd. Uiteindelijk werd de club door de Baltische voetbalbond uitgesloten.
Er werd ongeveer een jaar niet gevoetbald en de club leed aan speelsterkte. In 1932 ging de club dan toch in de Litouwse competitie spelen, maar kon niet aan de vroegere successen aanknopen.
In maart 1939 werd Memelland door het Derde Rijk geannexeerd en was de club weer Duits. Echter het was niet SpVgg dat in de Gauliga Ostpreußen ging spelen, maar wel rivaal VfB Freya, dat echter alle wedstrijden met zware cijfers verloor en na één seizoen degradeerde.
Na de Tweede Wereldoorlog werden alle Duitse clubs in Oost-Pruisen en Memelland ontbonden.